# Казка, розказана вночі
«Казка, розказана вночі» (рос. «Сказка, рассказанная ночью») — радянський художній фільм-казка, випущений у 1981 році на Кіностудії ім. М. Горького. Знятий режисером Ірмою Рауш за циклом творів Вільгельма Гауффа «Харчевня у Шпессарті».

## Сюжет
Двоє підмайстерів Гуго та Едвін, що йдуть по нічному лісі не знають, куди подітися від страху, адже в лісі, за чутками, господарюють розбійники. Раптом вони бачать вогні у вікнах будинку. Підмайстри просять, щоб їх пустили на нічліг. У будинку виявляються студент і аптекар. Де знаходиться господар будинку, вони й самі не знають, — мабуть, він втік, злякавшись розбійників. Щоб скоротати ніч, вони вирішують розповідати один одному казки. Трохи пізніше в будинку зупиняється графиня. Її пускають переночувати. Раптово з'явилися розбійники, які зажадали видати їм графиню. Але підмайстри й студент, перехитривши лиходіїв, самі вирушили в їх лігво. Ватажок, зворушений розказаною студентом казкою, допоміг їм втекти, а прекрасна графиня полюбила студента. У фільмі використана казка Вільгельма Гауфа «Холодне серце» про вугляра Петера Мунка, котрий продав серце за мішок золота, переказ якої є другою сюжетною лінією.

## У ролях
- Олександр Галибін —  вугляр Петер Мунк
- Расмі Джабраїлов —  аптекар
- Мара Звайгзне —  графиня Емілія
- Олександр Калягін —  голландець Міхель
- Майя Кірсе —  Ільза, дружина вугляра Петера
- Ігор Костолевський —  студент філософії з Геттінгена
- Дмитро Кравцов —  Гуго, 1-й підмайстер  (озвучує  Михайло Кононов)
- Димитрій Кречетов —  Едвін, 2-й підмайстер
- Олександр Лазарев —  розбійник, теж Петер Мунк
- Ірина Мурзаєва —  графиня фон Раушенбах, тітонька Емілії
- Валентінс Скулме —  барон Ульріх фон Штернберг  (озвучує  Ігор Ясулович)
- Юрі Ярвет —  господар лісу
- Леонід Ярмольник —  Клаус, багач, який продав свою душу за виграш в кістки
- Анатолій Касапов —  супутник графині
- Едгар Лієпіньш —  солдат барона
- Гунарс Плаценс —  священик
- Рудольф Плепіс —  гонець

## Знімальна група
- Режисер:  Ірма Рауш
- Автор сценарію: Ігор Федоров
- Оператори:  Олег Рунушкін, Олександр Ковальчук
- Художник:  Володимир Постернак
- Художник по костюмах: Віра Куратова
- Композитор:  Віктор Купревич